# 18e sessie van de Commissie voor het Werelderfgoed

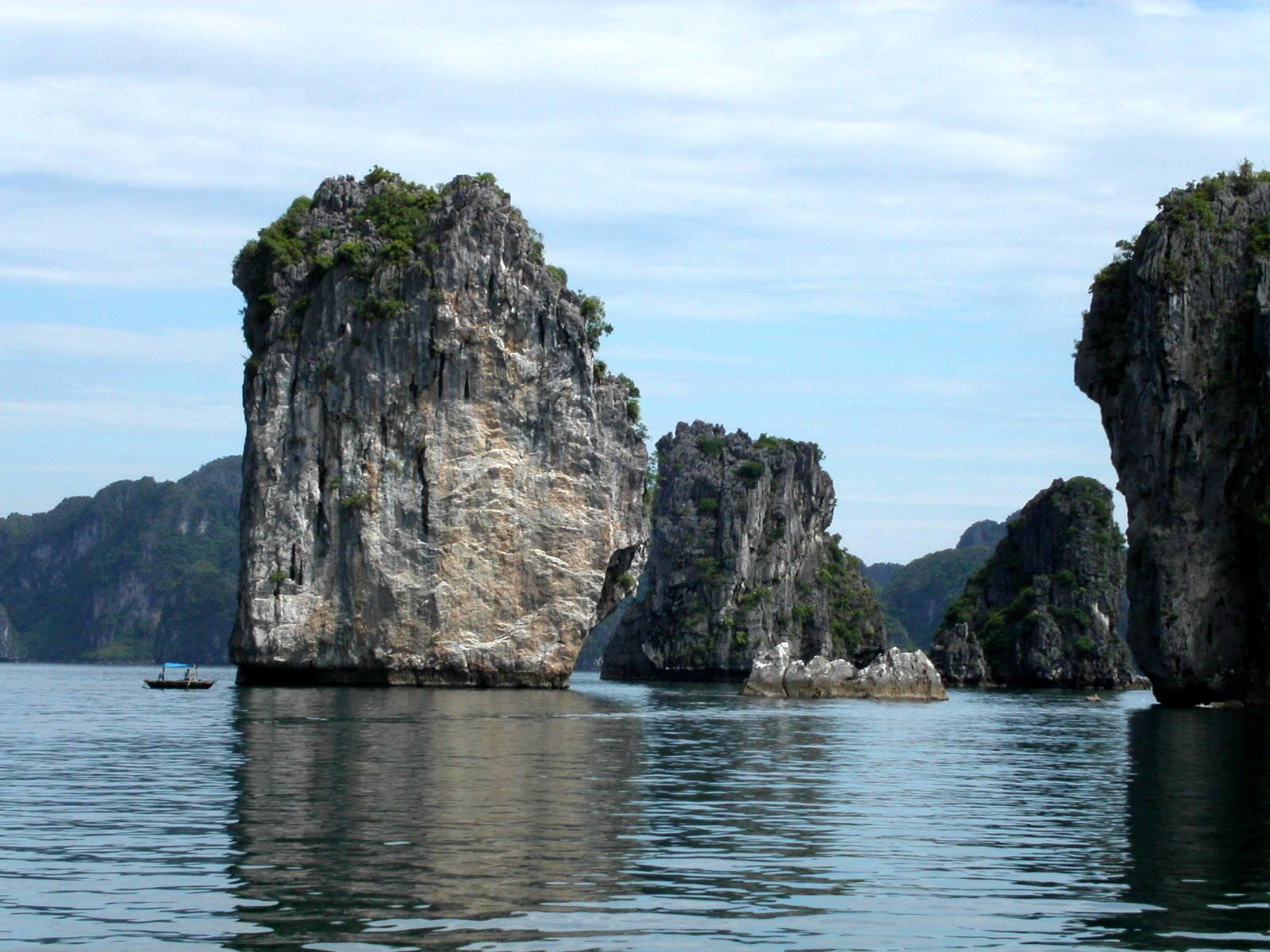
Halongbaai in Vietnam

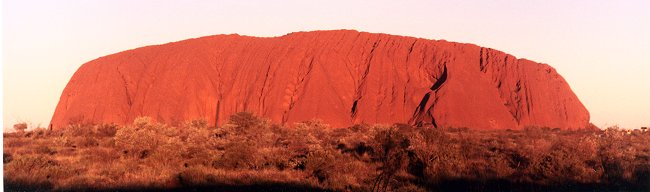
Nationaal park Uluṟu–Kata Tjuṯa ook erkend als cultuurerfgoed in Australië

De 18e sessie van de Commissie voor het Werelderfgoed van UNESCO vond van 12 december tot 17 december 1994 plaats in Phuket in Thailand. Er werden 30 nieuwe omschrijvingen aan de werelderfgoedlijst toegevoegd. Hiervan waren 22 dossiers met betrekking tot cultureel erfgoed en 8 met betrekking tot natuursites. Het totale aantal inschrijvingen komt hiermee op 440 (326 cultureel erfgoed, 17 gemengde omschrijvingen en 97 natuurlijk erfgoed). Op de lijst van bedreigd werelderfgoed of rode lijst werd een locatie toegevoegd.

## Wijzigingen in 1994
In 1994 zijn de volgende locaties toegevoegd:

### Cultureel erfgoed
- Australië: Nationaal park Uluṟu–Kata Tjuṯa (initieel in 1987 erkend als natuurerfgoed)
- China: Bergresidentie en afgelegen tempels van Chengde
- China: Tempel en begraafplaats van Confucius en het huis van de familie Kong in Qufu
- China: Oud gebouwencomplex in de Wudang bergen
- China: Historisch ensemble van het Potala-paleis in Lhasa (uitgebreid in 2000 en 2001)
- Denemarken: Grafheuvels, runenstenen en kerk van Jelling
- Duitsland: Stiftskerk, kasteel en historisch centrum van Quedlinburg
- Duitsland: IJzersmelterij van Völklingen
- Finland: Oude kerk van Petäjävesi
- Georgië: Historische monumenten van Mtskheta
- Georgië: Bagratikathedraal en Gelatiklooster
- Italië: Vicenza (stad) en 3 Palladiaanse villa's in Veneto (in 1996 uitgebreid met 22 villa's)
- Japan: Historische monumenten van oud-Kyoto (Kyoto, Uji en Otsu)
- Litouwen: Historisch centrum van Vilnius
- Luxemburg: Stad Luxemburg: oude wijken en vestingwerken
- Mexico: Vroeg-16e-eeuwse kloosters op de hellingen van de Popocatépetl
- Peru:  Lijnen en geogliefen van Nazca en Pampas de Jumana
- Rusland: Hemelvaartskerk van Kolomenskoje
- Tsjechië: Bedevaartskerk van Sint-Johannes van Nepomuk in Zelená Hora
- Turkije: Safranbolu
- Zweden: Rotstekeningen van Tanum
- Zweden: Skogskyrkogården

### Natuurerfgoed
- Australië: Australische plaatsen met zoogdierfossielen (Riversleigh/Naracoorte)
- Colombia: Nationaal Park Los Katíos
- Oeganda: Nationaal park Bwindi Impenetrable Forest
- Oeganda: Nationaal park Rwenzori-gebergte
- Spanje: Nationaal park Doñana (uitgebreid in 2005)
- Venezuela: Nationaal park Canaima
- Vietnam: Hạ Longbaai (uitgebreid in 2000)
- Oman: Beschermd gebied van de Arabische Oryx (werd in 2007 als allereerste erfgoedomschrijving van de werelderfgoedlijst verwijderd nadat Oman de oppervlakte van het beschermd gebied met 90% reduceerde)

### Uitbreidingen
In 1994 werden vijf locaties uitgebreid.
- Australië: Gondwanaregenwouden (initieel in 1986 erkend als natuurerfgoed, verruiming van de beschermde zone)
- Canada / Verenigde Staten: Kluane / Wrangell-St. Elias / Glacier Bay / Tatshenshini-Alsek (initieel erkend als natuurerfgoed in 1979, ook reeds uitgebreid in 1992, uitbreiding met nieuw provinciaal park Tatshenshini-Alsek)
- Kroatië: Oude stad Dubrovnik (initieel in 1979 erkend als cultuurerfgoed)
- Spanje: Historisch centrum van Córdoba (initieel in 1984 erkend als cultureel erfgoed)
- Spanje: Alhambra, Generalife en Albaicín, Granada (initieel in 1984 erkend als cultureel erfgoed)

### Verwijderd van de rode lijst
In 1994 zijn geen locaties verwijderd van de rode lijst.

### Toegevoegd aan de rode lijst
In 1994 werd een locatie toegevoegd aan de lijst van bedreigd werelderfgoed of rode lijst.
- Nationaal Park Virunga in de Democratische Republiek Congo (nog niet van lijst terug verwijderd)

1977 · 
1978 · 
1979 · 
1980 · 
1981 · 
1982 · 
1983 · 
1984 · 
1985 · 
1986 · 
1987 · 
1988 · 
1989 · 
1990 · 
1991 · 
1992 · 
1993 · 
1994 · 
1995 · 
1996 · 
1997 · 
1998 · 
1999 · 
2000 · 
2001 · 
2002 · 
2003 · 
2004 · 
2005 · 
2006 · 
2007 · 
2008 · 
2009 · 
2010 · 
2011 · 
2012 · 
2013 · 
2014 · 
2015 · 
2016 · 
2017 · 
2018 · 
2019 · 
2020-2021 ·
2022-2023 ·
2024 ·
2025 · 
2026